# Twelve (Film)
Twelve (engl. für „zwölf“; Alternativtitel: Twelve – Die Party ihres Lebens) ist ein US-amerikanisches Filmdrama des Regisseurs Joel Schumacher aus dem Jahr 2010. Die Literaturverfilmung basiert auf dem gleichnamigen Buch des damals 17 Jahre alten Nick McDonell aus dem Jahr 2002 und schildert mit Chace Crawford in der Hauptrolle das Leben des jungen Drogenhändlers White Mike und seiner reichen jugendlichen Kunden in New York.

## Handlung
Der 17-jährige Michael, auch White Mike genannt, hat nach dem Tod seiner Mutter die Schule abgebrochen und verkauft nun Drogen an reiche Jugendliche in der Upper East Side von Manhattan, New York.
Es sind Frühjahrsferien in New York, die Jugendlichen sind von ihren Internaten zu Hause und feiern Partys. Für White Mike läuft das Geschäft gut. Neben den herkömmlichen Partydrogen ist auch die neue Droge „Twelve“ bei den Jugendlichen beliebt. White Mike möchte diese harte Droge jedoch nicht verkaufen. Den Kontakt zwischen Käufer und dem Dealer Lionel stellt er dennoch her.
Bei dem Versuch, sich Drogen mit Waffengewalt von Lionel in Harlem zu besorgen, wird Charlie, der Cousin von White Mike, erschossen. Nana, ein Bekannter von Mike, beobachtet die Tat und wird daraufhin ebenfalls von Lionel getötet. Mikes bester Freund Hunter gerät unter Mordverdacht, da er sich kurz zuvor mit Nana gestritten hat.
White Mike ist ein Einzelgänger und hält alle um sich auf Distanz. So belügt er seine Jugendfreundin Molly über seinen Job, da er sie nicht in seine dunkle Welt der Drogen hinein ziehen möchte.
Das beliebteste Mädchen der Schule, Sara Ludlow, möchte mit der bedeutendsten Party aller Zeiten berühmt werden. Dafür wickelt sie Christopher um den Finger, um im Haus seiner Eltern eine Party anlässlich ihres 18. Geburtstags zu veranstalten. Chris’ Bruder Claude taucht unerwartet auf, da er aus einem Bootcamp getürmt ist, in das ihn seine Eltern geschickt haben, um einer Gefängnisstrafe zu entgehen. Auf der Party dreht Claude durch und erschießt im Wahn mehrere Partygäste, bevor er selbst von der Polizei erschossen wird.

## Kritiken
„Rasant und mit starken visuellen Mitteln projiziert Schumacher sein Publikum mitten in das rauschartige Leben seiner Protagonisten. Leider kommt das Ende von Twelve jedoch ebenso im Eiltempo angerast, sodass am Schluss auf einige der vorher angeschnittenen Aspekte nicht mehr eingegangen wird. Nichtsdestoweniger ist Twelve eines der besseren Werke von Joel Schumacher …“

„Stilvolle Inszenierung ohne Sympathieträger“

„… in seiner Erzählweise und Inszenierung wirkt [der Film] beinahe behäbig und überholt. Die fragmentarische Dramaturgie der Vorlage funktionierte auf Papier weitaus besser als auf der Leinwand …“